# Trolleybus de Mulhouse
Le trolleybus de Mulhouse était un réseau de transports en commun de la ville de Mulhouse. Deux réseaux se sont succédé au cours du XXe siècle : le Gleislose Bahn, construit sous l'occupation allemande, et qui fonctionna de 1908 à 1918, puis un second réseau de trolleybus, est mis en service en 1947, en remplacement de l'ancien tramway de Mulhouse. Ce dernier réseau fonctionne jusqu'en 1968.

## Histoire

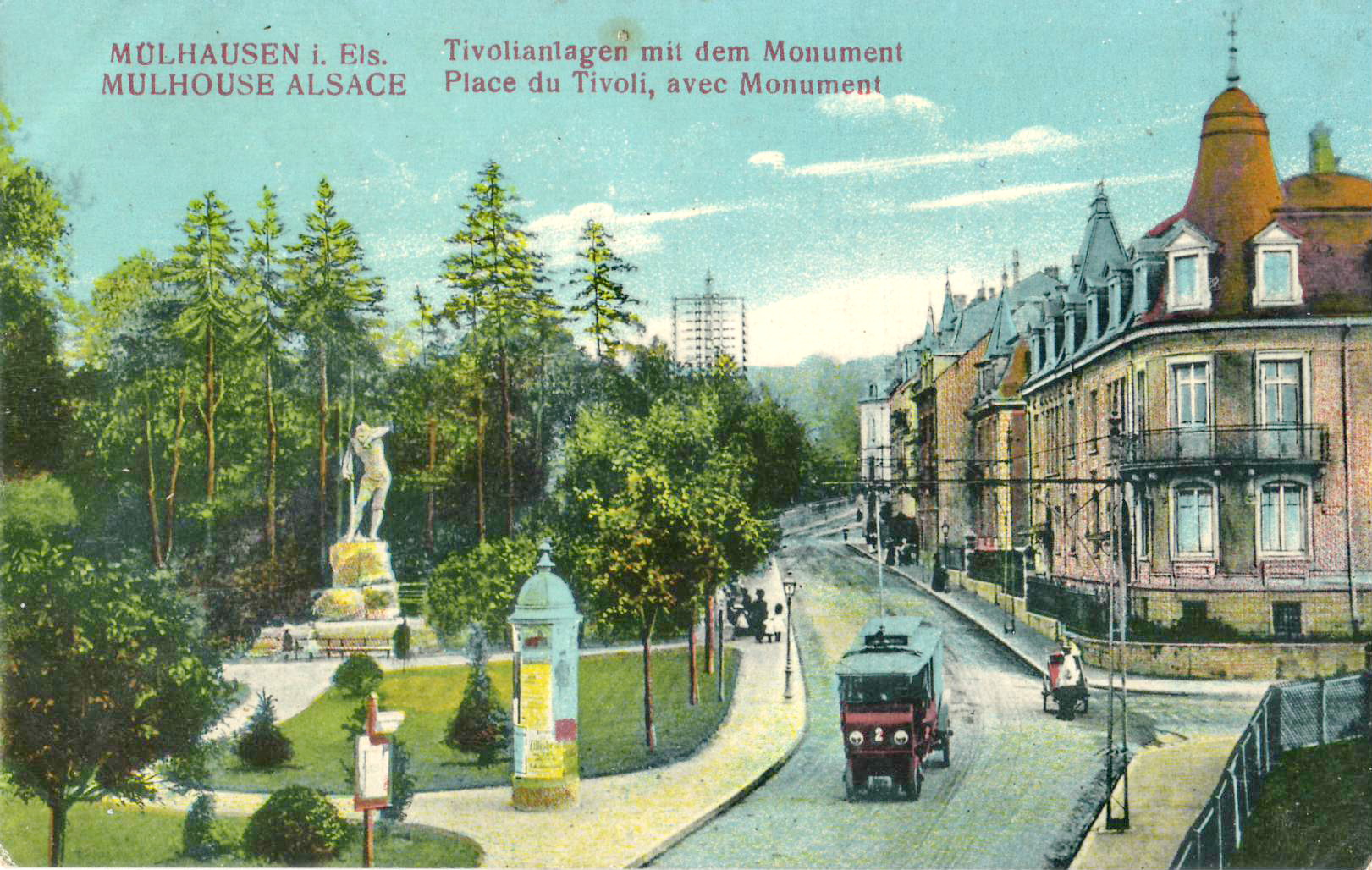
Gleislose Bahn au parc de Tivoli

### Le premier réseau
Un premier réseau de trolleybus avait existé à Mulhouse de 1908 à 1918, sous la dénomination allemande de Gleislos (sans rail).
Desservant le Rebberg, secteur inadapté aux tramways, il était exploité à l'aide de quatre véhicules ; l'incendie du dépôt en 1918 mis fin au service.

### Le second réseau

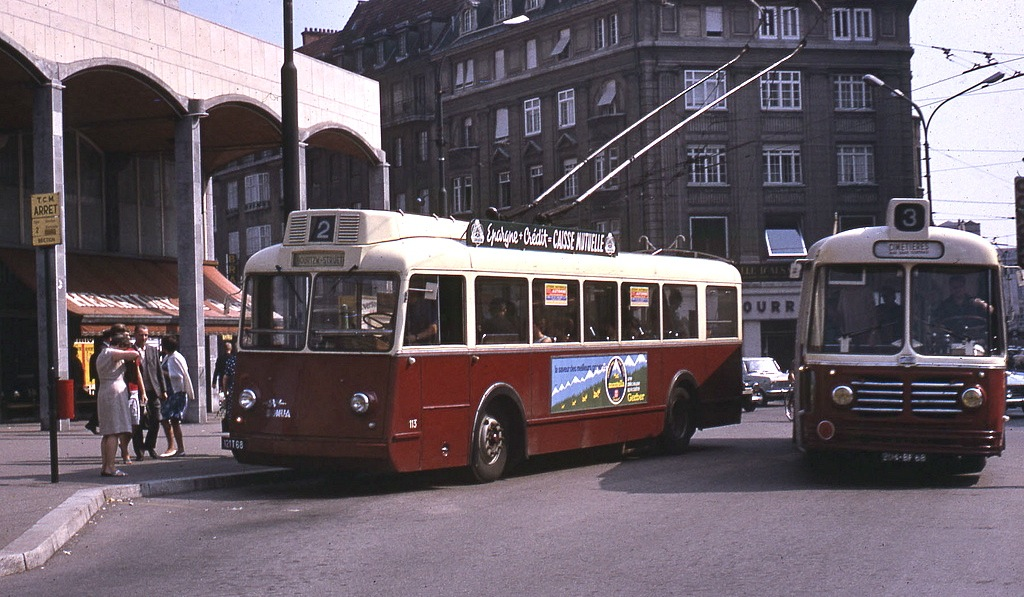
Trolleybus Somua et bus de la TCM, Porte Jeune à Mulhouse, 1966

En 1938, la ville de Mulhouse étudie un nouveau réseau ; le projet est repris après la guerre en 1946 pour deux lignes afin de remplacer les tramways jugés vieillissant.
Huit trolleybus Vétra VBR sont d'abord mis en service en mars 1947 sur la ligne 4, suivis par onze Somua SW en 1950 sur la ligne 2 puis deux VBRh en 1952.
Le réseau connut deux extensions : vers le Parc des Sport en 1960 et vers la Cité Bel Air en 1963.
Les trolleybus sont supprimés en 1968, les TCM ayant décider d'unifier l'ensemble du parc, et remplacés par des autobus.

## Lignes

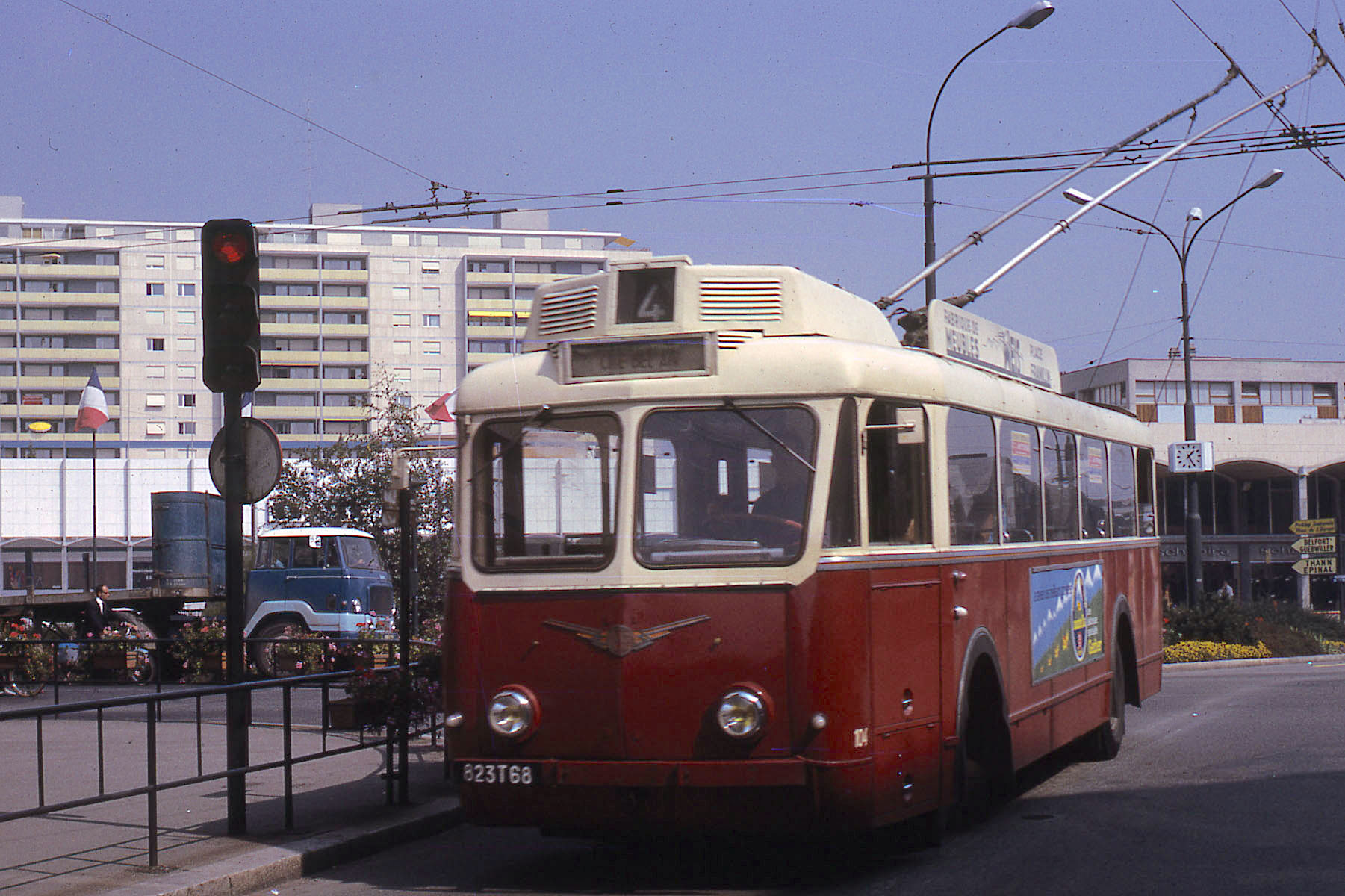
Trolleybus Vétra VBR 104 en ligne 4 en 1966

Le second réseau se composait de deux lignes :
- 2 : Brunstatt-Pfastatt, ouverte les 12 avril et 31 mai 1950 ;
- 4 : Bel Air-Drouot (Rue de Galfingue jusqu'en 1959) ouverte le 18 mars 1947.

## Matériel roulant
En tout le parc du second réseau était composé de 21 trolleybus :
- 8 Vétra VBR
- 2 Vétra VBRh
- 11 Somua SW

## Annexe